# Lissarca pileopsis
Lissarca pileopsis är en musselart som först beskrevs av Powell 1927.  Lissarca pileopsis ingår i släktet Lissarca och familjen Philobryidae. Inga underarter finns listade i Catalogue of Life.